# Beluga R-Serie
Die R-Serie ist eine Klasse von vier Mehrzweckschiffen der Hammonia Reederei in Hamburg und der ehemaligen Bremer Schwergutreederei Beluga Shipping.

## Geschichte
Im Jahr 2001 wurde die Serie von den Reedereien Beluga in Bremen und Hammonia in Hamburg konzipiert und im Jahr darauf in Auftrag gegeben. Der Schiffsentwurf wurde von der Werft Volharding Shipyards in Westerbroek als Mehrzweck-Schwergutfrachtschiff mit eigenem Ladegeschirr, achtern angeordnetem Deckshaus und zwei Laderäumen ausgelegt. Der Bau der Schiffe begann noch im selben Jahr auf der Volharding-Werft in Hoogezand, wobei drei Kaskos von der rumänischen Werft Daewoo Mangalia zugeliefert wurden. Alle vier Einheiten wurden im Jahre 2005 abgeliefert und zunächst von der Bremer Reederei Beluga eingesetzt. Die Bezeichnung der Schiffsserie ergibt sich aus den Schiffsnamen, die während des Betriebs durch die Beluga-Reederei aus einem vorangestellten „Beluga“ und einem nachfolgenden mit dem Buchstaben „R“ beginnenden Begriff bestanden. Nach dem Zusammenbruch der Beluga-Gruppe blieben die Schiffe der R-Serie im Besitz der Hammonia-Reederei, die ab 2011 auch das Management der Schiffe übernahm und die vier Einheiten umbenannte, in dem sie das Beluga im Schiffsnamen durch das Kürzel HR ersetzte.
Die Schiffe werden in der Hauptsache in der weltweiten Fahrt für den Transport von Schwergut, Massenstückgut, kleineren Projektladungen oder Containern eingesetzt. Bei Beluga dienten die vier Einheiten als Ausbildungsschiffe. An Bord der Schiffe war dazu ein Deck mit vier Doppelkammern und eigenen Computern für acht Praktikanten beziehungsweise Auszubildende vorgesehen, auf dem sich auch ein großer Klassenraum mit einer Fachbibliothek befand. Ein zusätzlich zur Besatzung mitfahrender Ausbildungsoffizier gab täglich zwei Stunden Unterricht.
Das Kommando auf dem Typschiff der R-Serie, der Beluga Revolution, wurde im Februar 2009 von der ersten Kapitänin der Beluga-Flotte, Antje-Friederike Herbst, übernommen.

### Seeunfall derBeluga Revolution
Auf einer Reise von Noumea in Neukaledonien nach Pohang in Südkorea lief die Beluga Revolution am 30. April 2010 auf der zu Papua-Neuguinea gehörenden Insel Tench auf, weil der Kartenkurs nahezu über die 50 Hektar kleine Insel abgesetzt war und weder Kapitän noch Wachoffiziere dies zu irgendeinem Zeitpunkt bemerkt hatten. Nach dem Abbringen von der Strandungsstelle konnte das beschädigte Schiff seine Fahrt fortsetzen.

## Technik

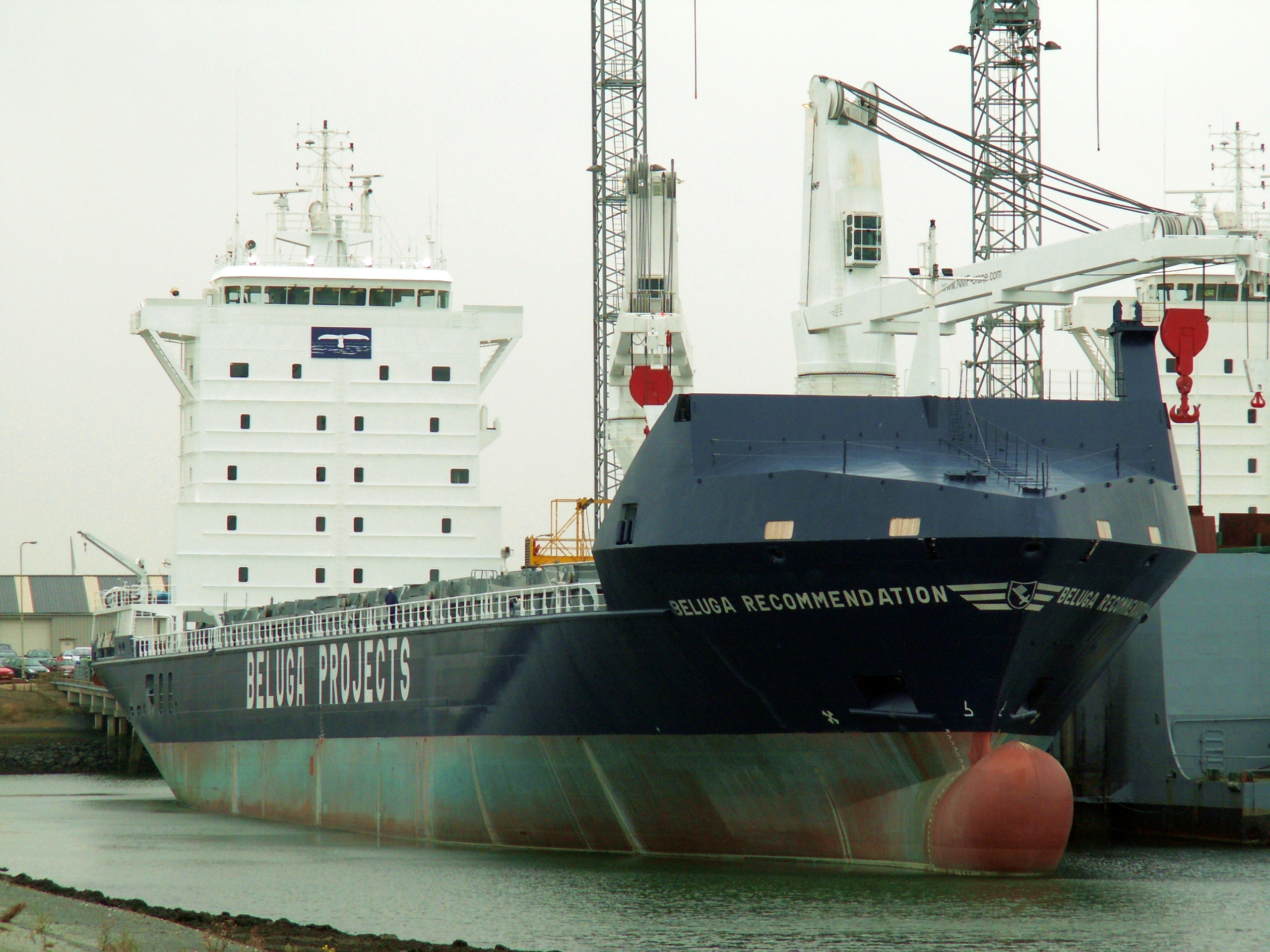
Die Beluga Recommendation, wenige Wochen vor Ablieferung

Der Rauminhalt der zwei Laderäume beträgt insgesamt 14.951 m3, bei Mitnahme der herausnehmbaren Zwischendeckselemente verbleibt ein Rauminhalt von 13.616 m3. Die Tankdecke ist für Belastungen von 15 Tonnen/m2 ausgelegt und für den Ladungsumschlag mit Greifern verstärkt. Die versetzbaren Zwischendecks können auch als Getreideschotten eingesetzt werden und sind mit bis zu drei Tonnen/m2 belastbar, die Lukendeckel mit 3,5 bis 4 Tonnen/m2. Die Containerkapazität beträgt 547 TEU (oder 242 FEU und 50 TEU), wenn die Zwischendeckselemente nicht an Bord gestaut werden. Die Schiffe sind mit zwei an Backbord angebrachten elektrohydraulischen NMF-Schiffskränen mit jeweils 250 Tonnen Hubvermögen ausgerüstet, die im gekoppelten Betrieb Kolli von bis zu 500 Tonnen bewegen können. Die Laderäume der Schiffe werden mit hydraulisch bedienten Faltlukendeckeln verschlossen. Die Back der Schiffe ist gedeckt und geht an ihrer Achterkante in einen Wellenbrecher über.
Der Antrieb der Schiffe besteht aus einem Viertakt-Dieselmotor des Typs MaK 8M43 mit 7200 kW Leistung, der über ein Untersetzungsgetriebe auf einen Verstellpropeller und einen Wellengenerator mit 750 kVA Leistung wirkt. Die Schiffe erreichen eine Geschwindigkeit von etwa 17 Knoten. Weiterhin stehen zwei Scania-Hilfsdiesel mit jeweils mit je 375 kW, bzw. 438 kVA Leistung und ein Scania-Notdiesel mit ebenfalls 375 kW, bzw. 438 kVA Leistung zur Verfügung. Die An- und Ablegemanöver werden durch ein Bugstrahlruder mit einer Leistung von 650 kW unterstützt.

## Die Schiffe
| Beluga R-Serie               | Beluga R-Serie                      | Beluga R-Serie | Beluga R-Serie                                   | Beluga R-Serie                                     | Beluga R-Serie                                                                           |
| Bauname                      | Bauwerft/Baunummer                  | IMO-Nummer     | Kiellegung Stapellauf Ablieferung                | Auftraggeber                                       | Umbenennungen und Verbleib                                                               |
| ---------------------------- | ----------------------------------- | -------------- | ------------------------------------------------ | -------------------------------------------------- | ---------------------------------------------------------------------------------------- |
| Beluga Revolution            | Volharding/549                      | 9267742        | 11. Juni 2002 6. Juli 2004 14. März 2005         | Beluga Shipping, Bremen Hammonia Reederei, Hamburg | 2011 HR Revolution, 2015 Industrial Revolution, 2020 HR Revolution, 2022 Koga Revolution |
| Beluga Resolution            | Daewoo Mangalia/4039 Volharding/550 | 9267754        | 17. Juni 2002 26. September 2004 1. Juli 2005    | Beluga Shipping, Bremen Hammonia Reederei, Hamburg | 2011 HR Resolution, 2015 Industrial Royal, 2023 Koga Royal                               |
| Beluga Recommendation        | Daewoo Mangalia/4040 Volharding/552 | 9277292        | 19. Juni 2002 14. November 2004 21. Oktober 2005 | Beluga Shipping, Bremen Hammonia Reederei, Hamburg | 2011 HR Recommendation, 2016 Industrial Ruby                                             |
| Beluga Recognition           | Daewoo Mangalia/4041 Volharding/551 | 9277280        | 21. Juni 2002 27. März 2005 21. Dezember 2005    | Beluga Shipping, Bremen Hammonia Reederei, Hamburg | 2011 HR Recognition, 2016 Industrial Ranger, 2021 FWN Ranger, 2023 Koga Ranger           |
| Daten: Equasis, grosstonnage |                                     |                |                                                  |                                                    |                                                                                          |